# Cupressus macnabiana
Cupressus macnabiana är en cypressväxtart som beskrevs av A. Murray bis. Cupressus macnabiana ingår i släktet cypresser, och familjen cypressväxter. IUCN kategoriserar arten globalt som livskraftig. Inga underarter finns listade i Catalogue of Life.

## Bildgalleri

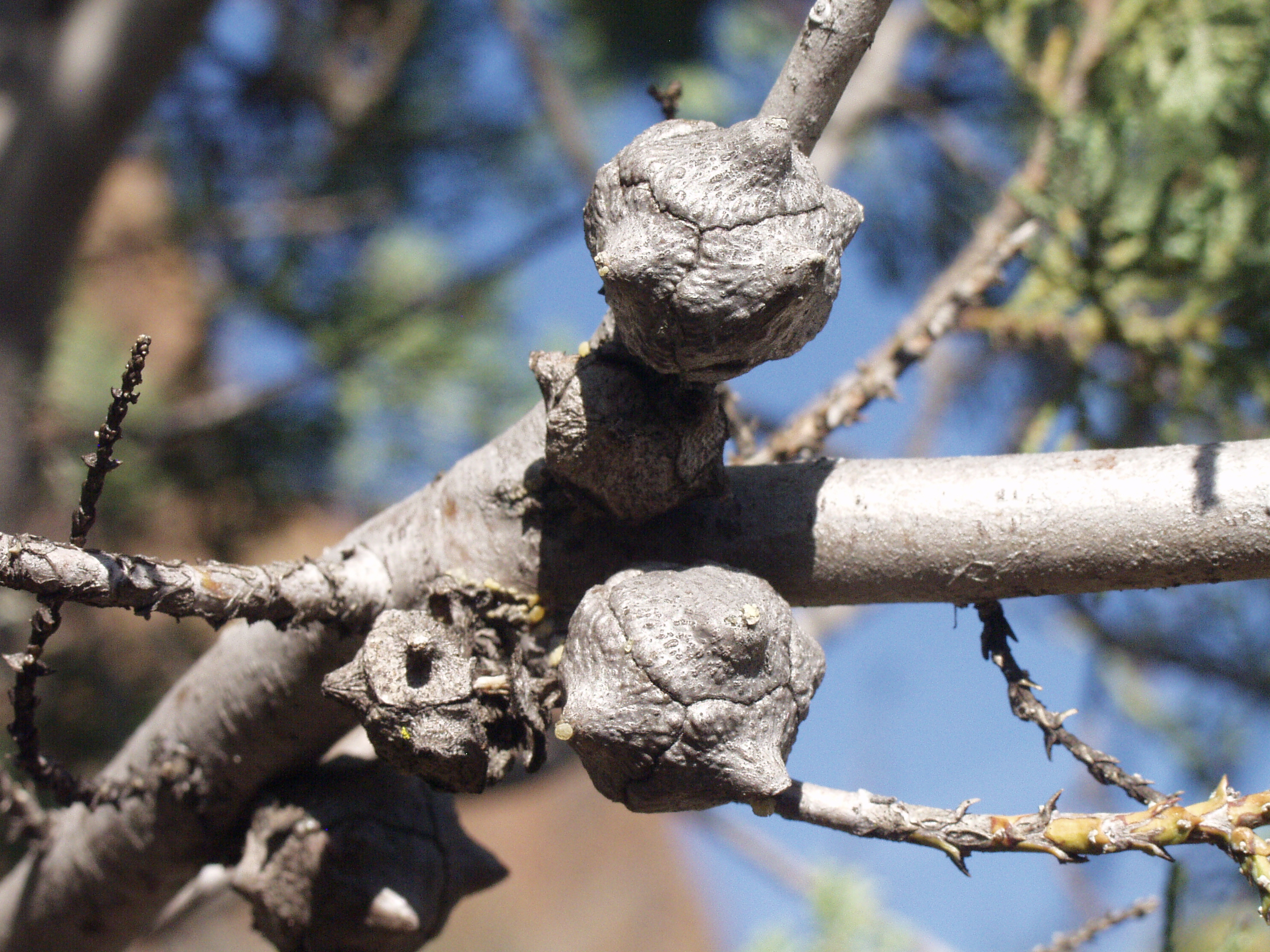
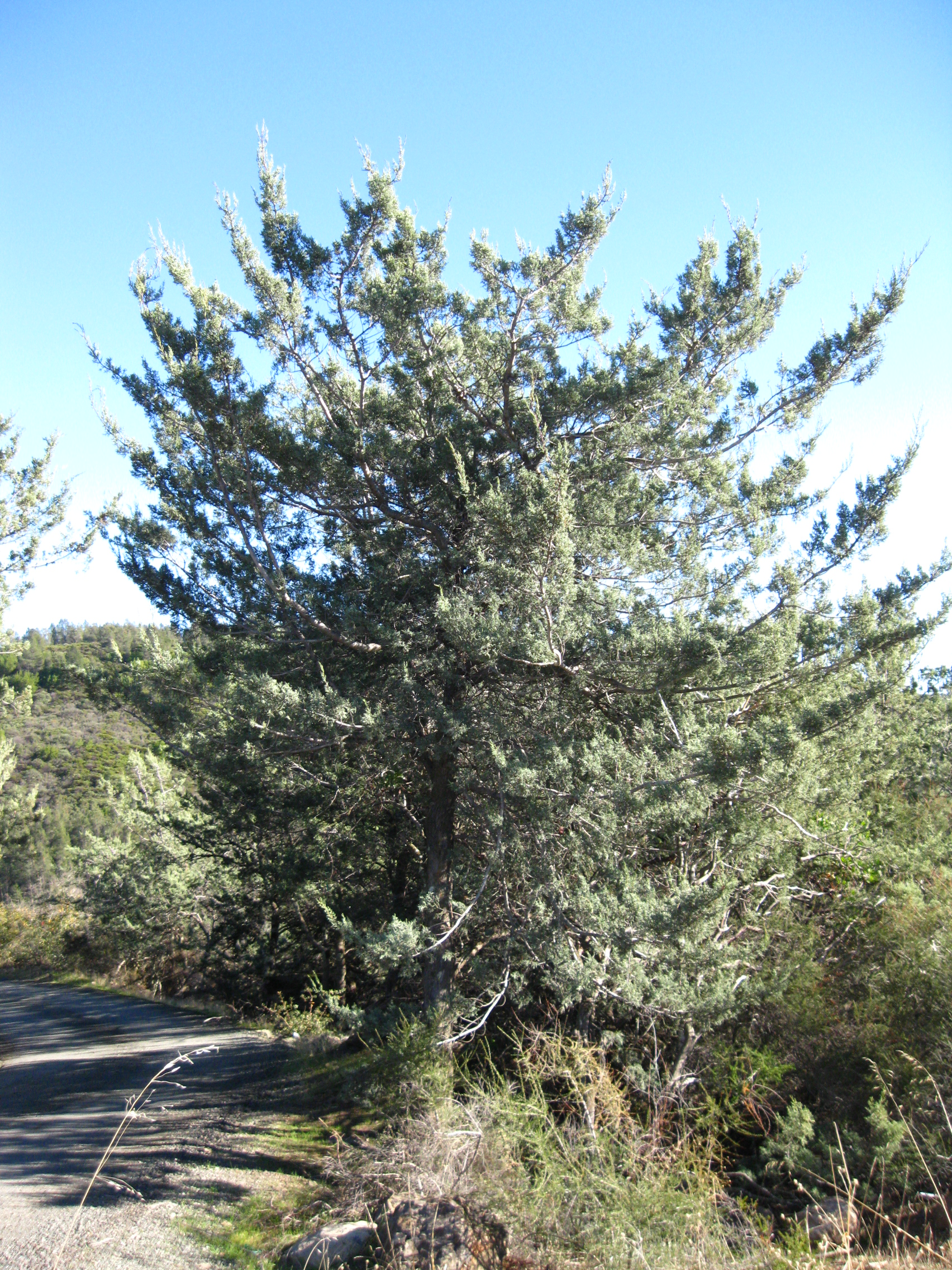
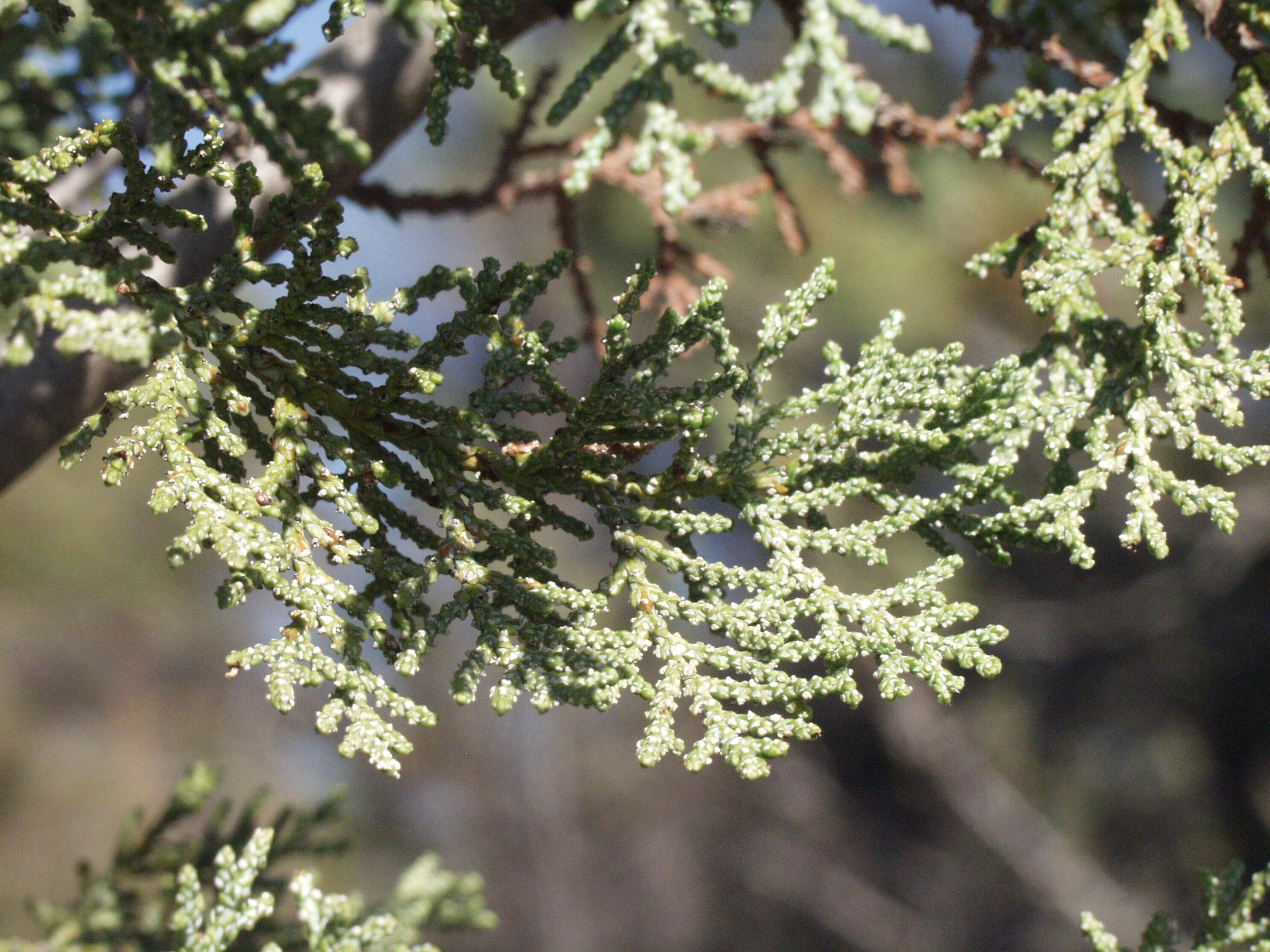
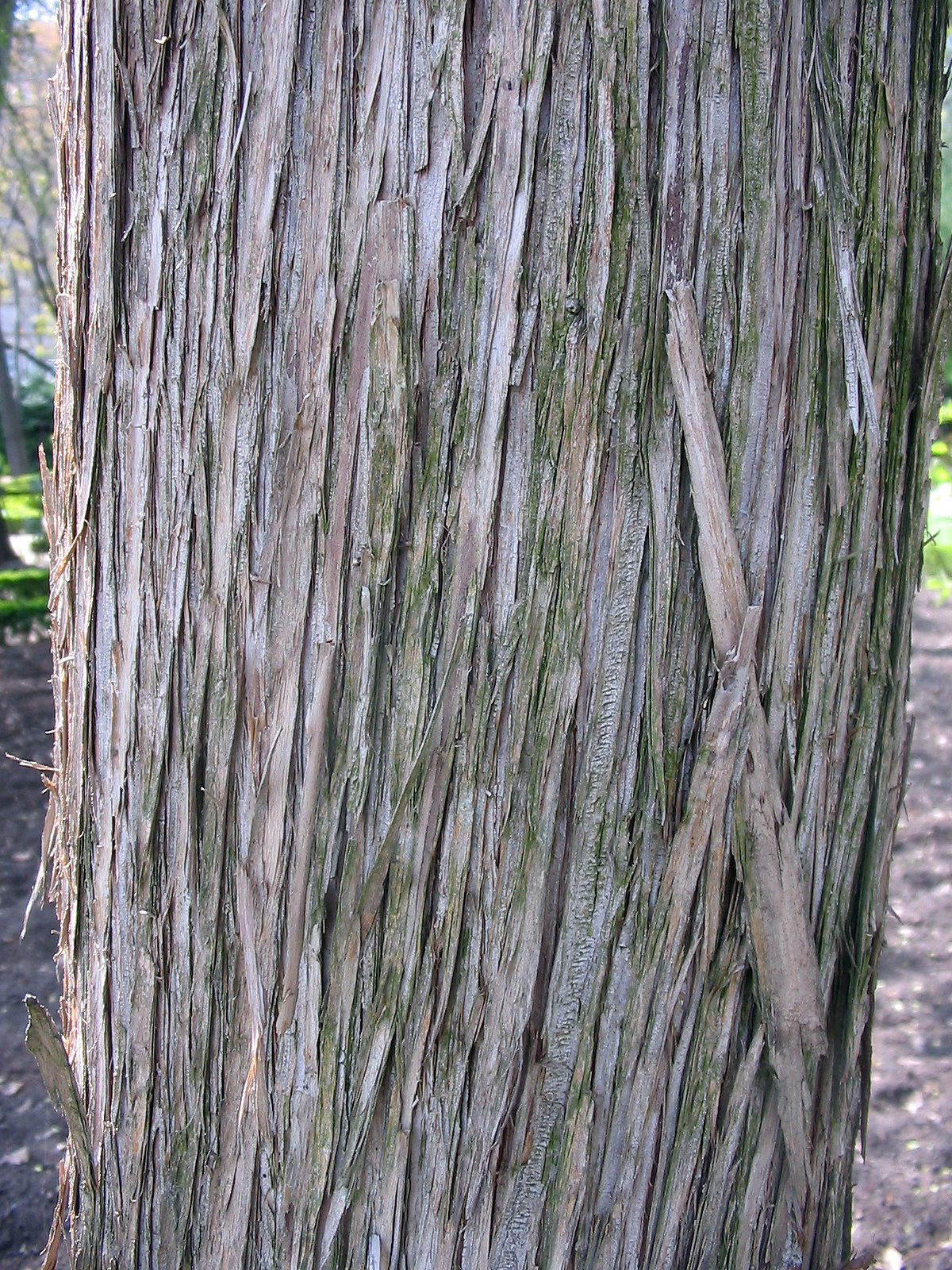
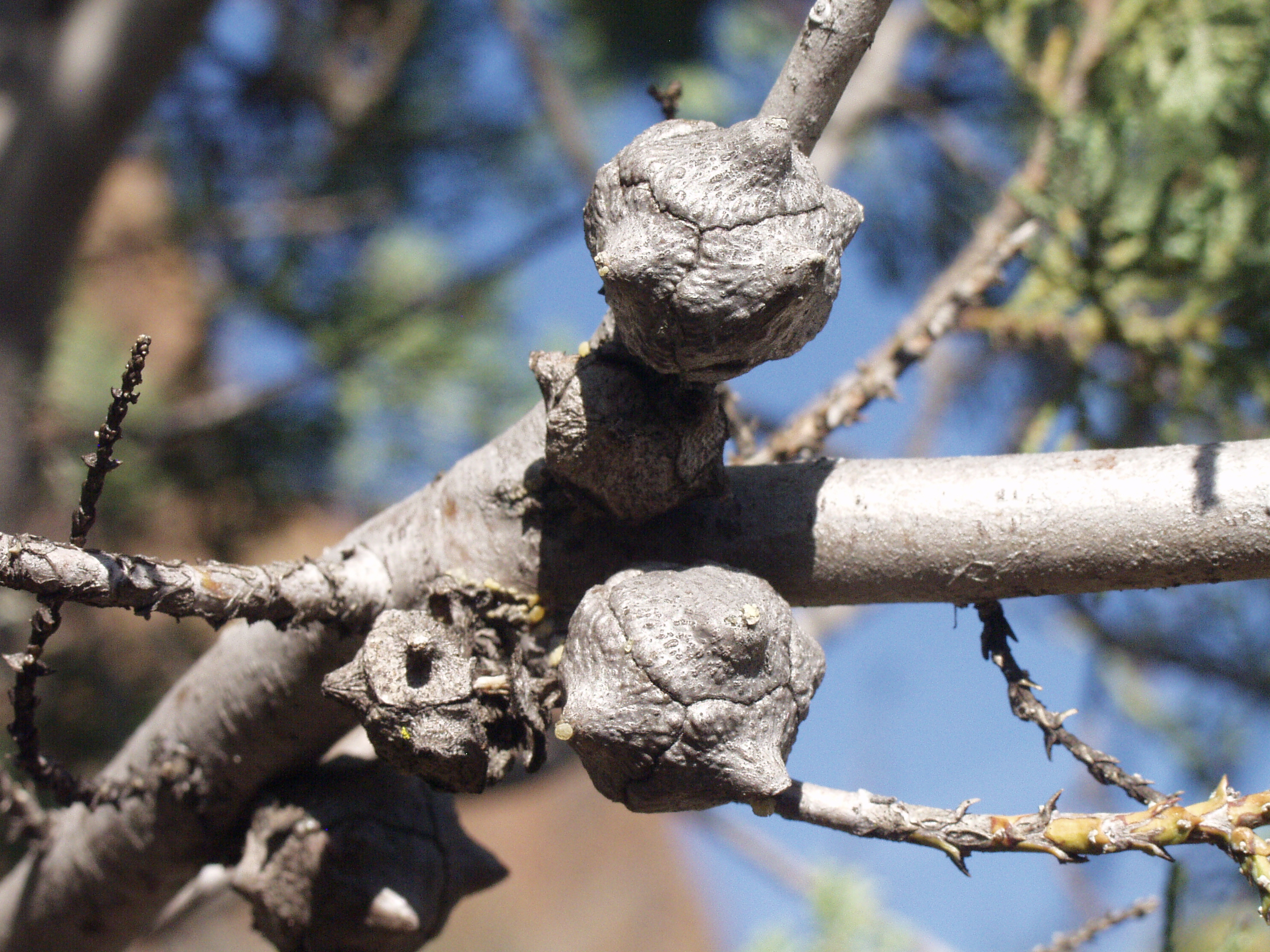